# Francis Carmont
Francis Carmont (Saint-Tropez, 11 ottobre 1981) è un lottatore di arti marziali miste francese.
Combatte nella categoria dei pesi medi per la promozione statunitense Bellator.
In passato ha vinto un torneo di categoria nell'organizzazione polacca KSW, ed ha combattuto nella prestigiosa promozione statunitense UFC tra il 2011 ed il 2014 con un record di 6-3 e mise a segno un parziale di 6 vittorie consecutive che lo portò momentaneamente tra i primi 10 pesi medi dell'organizzazione.

## Caratteristiche tecniche
Francis Carmont nasce come grappler; successivamente con il trasferimento in Québec alla Tristar Gym ebbe modo di migliorarsi sotto tutti gli aspetti del combattimento, in particolare nella lotta grazie all'aiuto del campione dei pesi welter Georges St-Pierre.
Lo stile di combattimento di Francis ed i suoi risultati hanno spesso dato il la a critiche nei suoi confronti, venendo il più delle volte etichettato come un lottatore noioso che combatte senza prendersi rischi e che arriva spesso alla distanza di incontri difficili da giudicare.

## Carriera nelle arti marziali miste

### Inizi in Europa, KSW e Canada
La carriera di Francis Carmont nelle MMA ha inizio nel 2004, anno durante il quale combatte ben cinque incontri con un record di 3 vittorie e due sconfitte.
La sua carriera in Europa proseguirà tra alti e bassi, e al termine del 2008 Carmont ha un record non certo impressionante di 12 vittorie e 7 sconfitte, benché capitolò contro alcuni validi fighter di livello internazionale come il futuro partecipante al reality show The Ultimate Fighter Ross Pointon, il futuro contendente Strikeforce Evangelista Santos, il futuro protagonista della Bellator Vitor Vianna, il grappler ADCC Karol Bedorf e l'esperto Baga Agaev; inoltre vinse il torneo dei pesi medi nella prestigiosa promozione polacca KSW sconfiggendo tre avversari durante la stessa serata.
Dopo una pausa di due anni nel settembre 2010 Carmont tornò a competere e infilò una serie di quattro vittorie consecutive, l'ultima delle quali in Canada contro il veterano dell'UFC Jason Day.

### Ultimate Fighting Championship
Carmont debuttò nella divisione dei pesi leggeri della prestigiosa promozione statunitense UFC nell'ottobre 2011 con una vittoria ai punti su Chris Camozzi.
Nel 2012 sconfisse per sottomissione il debuttante Magnus Cedenblad in Svezia, e lo stesso anno si ripeté con lo stesso tipo di finalizzazione anche sul ceco Karlos Vemola.
In novembre affrontò Tom Lawlor, ottenendo la terza vittoria in UFC tramite una dubbia decisione dei giudici di gara che attribuirono i punteggi 29–28, 28–29 e 29–28.
Nel 2013 ebbe la meglio per decisione unanime sull'imbattuto ed ex top fighter della Strikeforce Lorenz Larkin, benché anche questa vittoria fu ampiamente messa in discussione; tutti i giudici assegnarono due round su tre al francese.
Con un record parziale in UFC di 5-0 finalmente Carmont ebbe la possibilità di affrontare un top 10 di categoria nell'ex pugile cipriota Costa Philippou, contendente numero 7 dei pesi medi nei ranking ufficiali UFC e reduce anch'egli da una serie di cinque vittorie consecutive in UFC: Carmont s'impose nettamente grazie ad una migliore lotta e dinanzi al pubblico canadese ottenne una vittoria per decisione unanime con i punteggi di 30-27, 30-27 e 30-26, venendo inserito nei ranking ufficiali dell'UFC come il contendente numero 8 dei pesi medi.
Nel febbraio 2014 affronta il numero 3 dei ranking, ex campione Strikeforce e fuoriclasse di BJJ Ronaldo "Jacaré" Souza: contro il più quotato avversario Carmont viene portato a terra e controllato durante il primo ed il terzo round ma nelle fasi in piedi si fa valere, ma ciò non basta per evitare la prima sconfitta in UFC.
In maggio viene sconfitto ai punti anche da CB Dollaway.
Cade per la terza volta consecutiva in agosto contro Thales Leites, questa volta per KO.
Dopo tale sconfitta l'UFC prese la decisione di licenziare Carmont, il quale terminò la sua esperienza nella prestigiosa promozione statunitense con un record parziale di 6-3 quando era ancora il contendente numero 15 nella categoria dei pesi medi.

### Bellator MMA
Terminata l'esperienza negli Stati Uniti Carmont sembrava indirizzato verso un ritorno nell'organizzazione polacca KSW per affrontare la star nazionale Mamed Khalidov, sostituendo l'infortunato Tomasz Drwal, ma alla fine si trattò solamente di una voce di corridoio e nulla si concretizzò.
Nel dicembre del 2014 venne reso noto che Carmont firmò un contratto con l'altra prestigiosa promozione statunitense Bellator. A marzo del 2015 fece il suo debutto in Bellator, dove affrontò e sconfisse Guilherme Viana per decisione unanime.
Carmont partecipò in seguito al torneo dei pesi mediomassimi Bellator, che si tenne in una sola notte a settembre. Come primo incontro del torneo alternativo, affrontò Anthony Ruiz dove vinse per decisione unanime. Successivamente, sostituì l'infortunato Muhammed Lawal per prendere parte alla finale del torneo, dove dovette scontrarsi con Phil Davis. Carmont perse l'incontro per KO nel primo round.
A luglio del 2016 affrontò Lukasz Klinger, sconfiggendolo con una D'Arce choke a quasi 4 minuti dall'inizio dell'incontro.

## Risultati nelle arti marziali miste
| Risultato | Record | Avversario          | Metodo                           | Evento                                   | Data              | Round | Tempo | Città                     | Note                                              |
| --------- | ------ | ------------------- | -------------------------------- | ---------------------------------------- | ----------------- | ----- | ----- | ------------------------- | ------------------------------------------------- |
| Vittoria  | 25-11  | Lukasz Klinger      | Sottomissione (D'Arce choke)     | Bellator 158                             | 16 luglio 2016    | 1     | 3:54  | Londra, Inghilterra       |                                                   |
| Sconfitta | 24-11  | Phil Davis          | KO (pugni)                       | Bellator MMA & Glory: Dynamite 1         | 19 settembre 2015 | 1     | 2:15  | San Jose, Stati Uniti     | Tornei dei Pesi Mediomassimi Bellator, Finale     |
| Vittoria  | 24-10  | Anthony Ruiz        | Decisione (unanime)              | Bellator MMA & Glory: Dynamite 1         | 19 settembre 2015 | 2     | 5:00  | San Jose, Stati Uniti     | Tornei alternativo dei Pesi Mediomassimi Bellator |
| Vittoria  | 23-10  | Guilherme Viana     | Decisione (unanime)              | Bellator 135                             | 27 marzo 2015     | 3     | 5:00  | Thackerville, Stati Uniti | Debutto in Bellator, passa ai pesi mediomassimi   |
| Sconfitta | 22-10  | Thales Leites       | KO (pugni)                       | UFC Fight Night: Henderson vs. dos Anjos | 23 agosto 2014    | 2     | 0:20  | Tulsa, Stati Uniti        |                                                   |
| Sconfitta | 22-9   | CB Dollaway         | Decisione (unanime)              | UFC Fight Night: Munoz vs. Mousasi       | 31 maggio 2014    | 3     | 5:00  | Berlino, Germania         |                                                   |
| Sconfitta | 22-8   | Ronaldo Souza       | Decisione (unanime)              | UFC Fight Night: Machida vs. Mousasi     | 8 febbraio 2014   | 3     | 5:00  | Jaraguá do Sul, Brasile   |                                                   |
| Vittoria  | 22–7   | Costa Philippou     | Decisione (unanime)              | UFC 165: Jones vs. Gustafsson            | 21 settembre 2013 | 3     | 5:00  | Toronto, Canada           |                                                   |
| Vittoria  | 21–7   | Lorenz Larkin       | Decisione (unanime)              | UFC on Fox: Henderson vs. Melendez       | 20 aprile 2013    | 3     | 5:00  | San Jose, Stati Uniti     |                                                   |
| Vittoria  | 20–7   | Tom Lawlor          | Decisione (non unanime)          | UFC 154: St-Pierre vs. Condit            | 17 novembre 2012  | 3     | 5:00  | Montréal, Canada          |                                                   |
| Vittoria  | 19–7   | Karlos Vemola       | Sottomissione (rear naked choke) | UFC on Fuel TV: Muñoz vs. Weidman        | 11 luglio 2012    | 2     | 1:39  | San Jose, Stati Uniti     |                                                   |
| Vittoria  | 18–7   | Magnus Cedenblad    | Sottomissione (rear naked choke) | UFC on Fuel TV: Gustafsson vs. Silva     | 14 aprile 2012    | 2     | 1:42  | Stoccolma, Svezia         |                                                   |
| Vittoria  | 17–7   | Chris Camozzi       | Decisione (unanime)              | UFC 137: Penn vs. Diaz                   | 29 ottobre 2011   | 3     | 5:00  | Las Vegas, Stati Uniti    | Debutto in UFC                                    |
| Vittoria  | 16–7   | Jason Day           | KO Tecnico (pugni)               | Slammer in the Hammer                    | 17 giugno 2011    | 1     | 2:10  | Hamilton, Canada          |                                                   |
| Vittoria  | 15–7   | Kelly Anundson      | Sottomissione (armbar)           | SHC 4: Monson vs. Perak                  | 30 aprile 2011    | 1     | 2:06  | Ginevra, Svizzera         |                                                   |
| Vittoria  | 14–7   | Simon Carlsen       | KO Tecnico (pugni)               | Heroes Gate 3                            | 24 marzo 2011     | 2     | 2:43  | Praga, Repubblica Ceca    |                                                   |
| Vittoria  | 13–7   | Emil Zahariev       | Sottomissione (kimura)           | SHC 3: Carmont vs. Zahariev              | 18 settembre 2010 | 2     | 1:31  | Ginevra, Svizzera         |                                                   |
| Vittoria  | 12–7   | Łukasz Jurkowski    | Sottomissione (rear naked choke) | KSW Extra                                | 13 settembre 2008 | 1     | 4:14  | Dąbrowa Górnicza, Polonia |                                                   |
| Sconfitta | 11–7   | Baga Agaev          | Sottomissione (armbar)           | fightFORCE: Russia vs. The World         | 19 aprile 2008    | 1     | 4:59  | San Pietroburgo, Russia   |                                                   |
| Vittoria  | 11–6   | Gerald Burton-Batty | KO Tecnico (pugni)               | Cage FC 3                                | 15 febbraio 2008  | 1     | 1:53  | Sydney, Australia         |                                                   |
| Sconfitta | 10–6   | Karol Bedorf        | Decisione (unanime)              | KSW VIII                                 | 10 novembre 2007  | 3     | 3:00  | Varsavia, Polonia         | Torneo dei Pesi Medi KSW VIII, Quarti di finale   |
| Vittoria  | 10–5   | Todd Broadaway      | KO Tecnico (pugni)               | Bodog Fight: Costa Rica Combat           | 18 febbraio 2007  | 1     | 3:12  | San José, Costa Rica      |                                                   |
| Sconfitta | 9–5    | Vitor Vianna        | Decisione (unanime)              | Kam Lung: Only the Strongest Survive 5   | 8 ottobre 2006    | 2     | 5:00  | Zuidland, Paesi Bassi     |                                                   |
| Vittoria  | 9–4    | Robert Jocz         | Decisione (unanime)              | KSW V                                    | 3 giugno 2006     | 2     | 5:00  | Varsavia, Polonia         | Vince il torneo dei Pesi Medi KSW V               |
| Vittoria  | 8–4    | Piotr Baginski      | KO Tecnico (ginocchiata e pugni) | KSW V                                    | 3 giugno 2006     | 1     | 4:35  | Varsavia, Polonia         | Torneo dei Pesi Medi KSW V, Semifinale            |
| Vittoria  | 7–4    | Goce Candovski      | Decisione (unanime)              | KSW V                                    | 3 giugno 2006     | 2     | 5:00  | Varsavia, Polonia         | Torneo dei Pesi Medi KSW V, Quarti di finale      |
| Sconfitta | 6–4    | Evangelista Santos  | Decisione (unanime)              | WFC: Europe vs. Brazil                   | 20 maggio 2006    | 3     | 5:00  | Capodistria, Slovenia     |                                                   |
| Vittoria  | 6–3    | Bastien Huveneers   | Sottomissione (ankle lock)       | Defi des Champions                       | 20 marzo 2006     | 2     | 3:51  | Tunisi, Tunisia           |                                                   |
| Vittoria  | 5–3    | Ali Allouane        | Sottomissione (kimura)           | Xtreme Gladiators 2                      | 11 marzo 2006     | 1     | 1:52  | Parigi, Francia           |                                                   |
| Vittoria  | 4–3    | Al Musa             | KO Tecnico (pugni)               | Extreme Fighting 1                       | 15 ottobre 2005   | 1     | 2:24  | Londra, Regno Unito       |                                                   |
| Sconfitta | 3–3    | Grzegorz Jakubowski | Sottomissione (ghigliottina)     | EVT 5: Phoenix                           | 8 ottobre 2005    | 1     | 1:52  | Stoccolma, Svezia         |                                                   |
| Sconfitta | 3–2    | Ross Pointon        | KO Tecnico (pugni)               | UKMMAC 9: Smackdown                      | 28 novembre 2004  | 1     | 1:13  | Purfleet, Regno Unito     |                                                   |
| Sconfitta | 3–1    | Daniel Burzotta     | Sottomissione (ghigliottina)     | UKMMAC 7: Rage & Fury                    | 30 maggio 2004    | 1     | 3:39  | Purfleet, Regno Unito     |                                                   |
| Vittoria  | 3–0    | Slavomir Molnar     | Sottomissione (triangolo)        | Total FC 3                               | 24 maggio 2004    | 2     | 4:05  | Budapest, Ungheria        |                                                   |
| Vittoria  | 2–0    | Roy Rutten          | Sottomissione (armbar)           | Kam Lung: Day of the Truth 5             | 24 marzo 2004     | 1     | 1:19  | Rhoon, Paesi Bassi        |                                                   |
| Vittoria  | 1–0    | Kuljit Degun        | Sottomissione (armbar)           | UKMMAC 6: Extreme Warriors               | 29 febbraio 2004  | 1     | 3:41  | Purfleet, Regno Unito     |                                                   |